# Amaseno
Amaseno – miejscowość i gmina we Włoszech, w regionie Lacjum, w prowincji Frosinone.
Według danych na rok 2004 gminę zamieszkiwały 4223 osoby, 54,8 os./km².